# کای سویکانن
کای سویکانن (فنلاندی: Kai Suikkanen؛ زادهٔ ۲۹ ژوئن ۱۹۵۹) بازیکن هاکی روی یخ اهل فنلاند بود.